# Apuntes para la historia del Comité de Cafeteros del Quindío
Los Apuntes para la historia del Comité de Cafeteros del Quindío son un ensayo del ingeniero agrónomo colombiano Óscar Jaramillo García, publicado en 2016. En esta obra, el autor narra los acontecimientos que dieron lugar a la creación del Comité de Cafeteros del Quindío y el desarrollo de la infraestructura del departamento desde el año 1966 hasta 2016. El libro fue publicado el 5 de agosto de 2016 en la conmemoración de los 50 años del Comité de Cafeteros del Quindío celebrada en el Parque del Café.

## Estructura
El libro consta de una introducción, cinco décadas y un anexo. Las décadas están separadas y descritas por cada uno de sus años. Entre la cuarta y quinta década hay una sección sobre el Parque del Café y el terremoto de 1999.